# Thericlella nigromaculata
Thericlella nigromaculata är en insektsart som beskrevs av Bolívar, C. 1914. Thericlella nigromaculata ingår i släktet Thericlella och familjen Thericleidae. Inga underarter finns listade i Catalogue of Life.